# Laskówka (Nowe Miasto nad Wartą)
Laskówka – dawne miasto, obecnie część Nowego Miasta nad Wartą w województwie wielkopolskim, w powiecie średzkim, w gminie Nowe Miasto nad Wartą.
Laskówka została założona w 1665 roku, 150 m od lokowanego w 1283 roku Nowego Miasta nad Wartą. Laskówka była ośrodkiem o silnie wyspecjalizowanej funkcji produkcyjnej (sukiennictwo) oraz rolniczej. Istotą bytu Laskówki w najbliższym sąsiedztwie Nowego Miasta były zatem rozłączne – uzupełniające się funkcje obu miast. Różnice między Nowym Miastem a Laskówką dotyczyły także kwestii społecznej; Laskówka w dużej części zasiedlona została przez protestancką ludnością niemieckojęzyczną, natomiast Nowe Miasto nad Wartą zamieszkiwała katolicka większość ludności polskiej.
Układ przestrzenny dawnego miasta Laskówki cechuje się bardzo dobrym stopniem zachowania. Zabudowane są wszystkie pierzeje rynku (obecna nazwa to Rynek Zielony) z jednokondygnacyjną zabudową, a wnętrze rynku stanowi park. Oba dawne miasta zintegrowane są zwartą zabudową wzdłuż ul. Poznańskiej, a cały układ ma złożony charakter małomiasteczkowy.